# Sauris lichenias
Sauris lichenias là một loài bướm đêm trong họ Geometridae.